# Beyond the Sea
Beyond the Sea é a adaptação em inglês da canção La Mer, de Charles Trenet, composta em 1946. A canção teve várias versões que incluem o grupo Celtic Woman no álbum Celtic Woman: A New Journey. Nele a música é cantada por: Órla Fallon, Méav Ní Mhaolchatha, Lisa Kelly, Chloë Agnew e Hayley Westenra, e com a violinista Máiréad Nesbitt. Sob o título Somewhere Beyond The Sea, ela também fazia parte do repertório de Frank Sinatra. Em 2003, a canção é interpretada por Robbie Williams para a trilha sonora da animação Finding Nemo dos estúdios Pixar.
A versão da canção gravada por Bobby Darin e lançada no final de 1959 alcançou a sexta posição no ranking da Billboard Hot 100 americana, a décima quinta posição no ranking da Billboard R&B/Hip-Hop Songs e a oitava posição no ranking da UK Singles Chart.